# خوليو دياز (ممثل)
خوليو دياز هو ممثل فلبيني، ولد في 18 نوفمبر 1958 في الفلبين.

## وصلات خارجية
- خوليو دياز على موقع IMDb (الإنجليزية)
- خوليو دياز على موقع ألو سيني (الفرنسية)
- خوليو دياز على موقع أول موفي (الإنجليزية)
- خوليو دياز على موقع قاعدة بيانات الفيلم (الإنجليزية)
- خوليو دياز على موقع كينوبويسك (الروسية)